# Tracteur-érecteur-lanceur
Pour les articles homonymes, voir TEL.

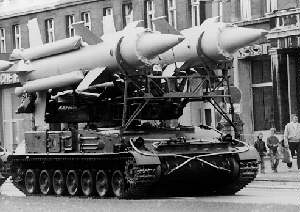
Un TEL soviétique 2P24 du système 2K11.

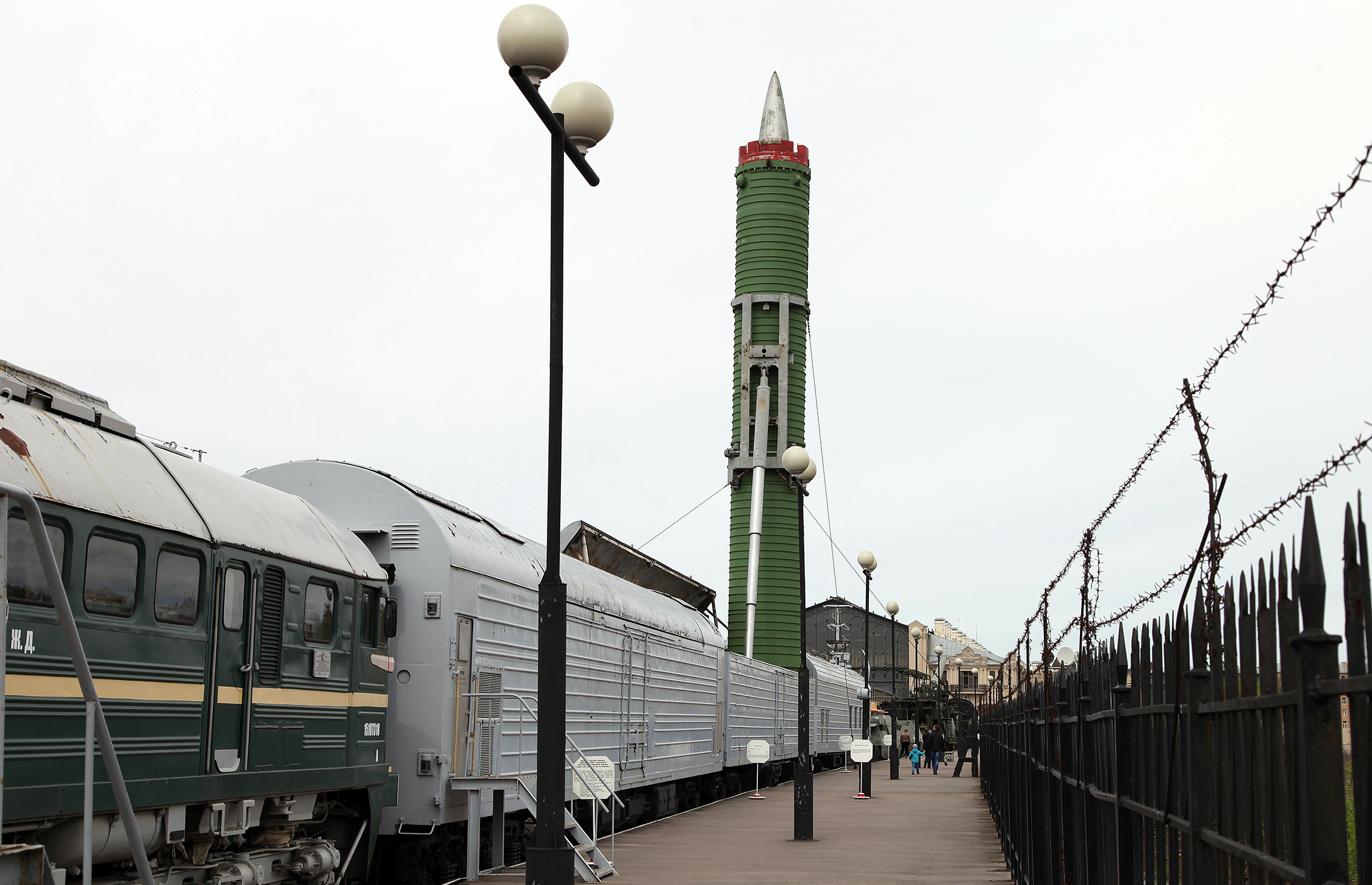
Train blindé et tracteur-érecteur-lanceur du missile intercontinental RT-23 Molodets

Un tracteur-érecteur-lanceur (TEL) est un véhicule avec un tracteur intégré qui peut transporter, élever en position de tir et tirer un ou plusieurs missiles. Ces véhicules existent pour les missiles sol-air et missiles sol-sol.
Les tracteurs-érecteurs-lanceurs sont également utilisés pour les microlanceurs dérivant de missiles, comme par exemple Longue Marche 11 ou Jielong-1.

## Historique
Les premiers missiles étaient lancés à partir des sites fixes et devaient être chargés sur des camions pour être déplacés, ce qui les rendait plus vulnérables aux attaques. En effet, une fois repérés par l'ennemi, ils ne pouvaient pas facilement être déplacés, et il fallait souvent des heures, voire des jours pour les préparer pour un tir une fois qu'ils avaient atteint leur nouveau site de lancement. 

## Description
Ces véhicules portent des noms différents selon leurs utilisateurs, par exemple, l'armée de l’air française les nomme module de lancement terrestre.
Un tracteur-érecteur-lanceur radar (en anglais : TELAR - transporter erector launcher and radar) est un tracteur-érecteur-lanceur qui comporte également une partie ou la totalité d’un système radar nécessaire pour le tir du missile. Ces véhicules ont la capacité d'être autonomes, ce qui améliore grandement leur efficacité. Avec ce type de système, chaque véhicule peut indépendamment faire feu quels que soient l'état et la présence de véhicules de soutien. Le TEL ou TELAR peut avoir un plateau rotatif qu'il peut utiliser pour viser l’objectif. Le véhicule peut, soit se tourner vers l’objectif, soit tirer vers le haut.
Un tracteur lanceur radar (en anglais : TLAR - transporter launcher and radar) est la même chose qu'un TELAR sans la capacité d’érection (sans doute parce que le missile n'a pas besoin d'être mis à la verticale pour le lancement). Habituellement, un certain nombre de TEL et TELAR sont reliés à un véhicule de poste de commandement. Ils peuvent alors utiliser la désignation de cibles provenant d’un radar d'acquisition de cibles, de désignation et de guidage ou plus simplement d’un radar d’acquisition de cibles.
Le système de missile Patriot utilise l'appellation lanceur érecteur mobile (MEL - Mobile Erector Launcher) pour son véhicule de lancement remorqué.

## Galerie

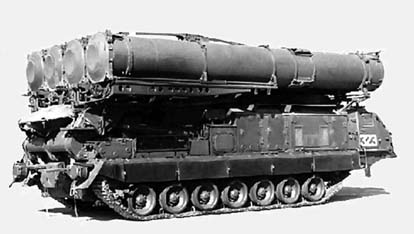
Un tracteur-érecteur-lanceur russe du système S-300PMU en configuration transport.
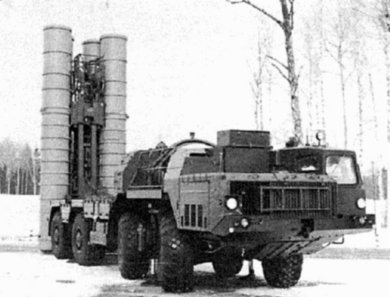
Un tracteur-érecteur-lanceur russe du système S-300P prêt à lancer.
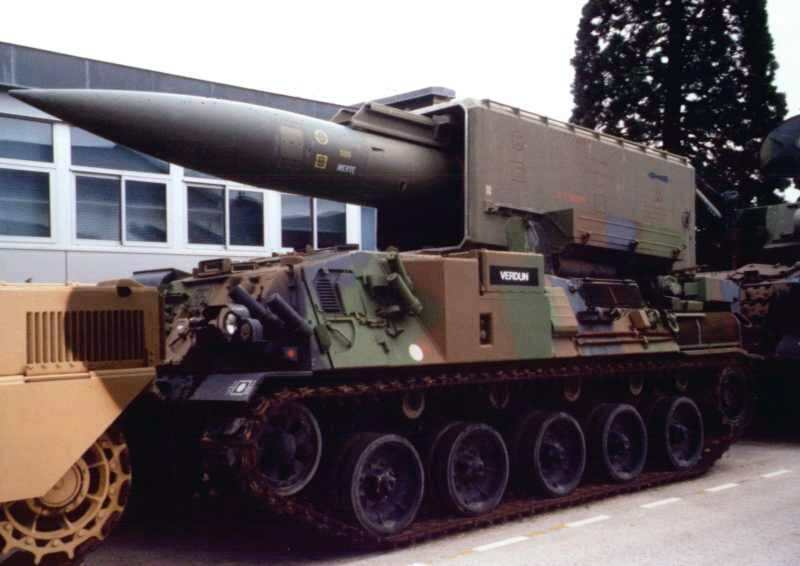
Un tracteur-érecteur-lanceur français Pluton en configuration transport.
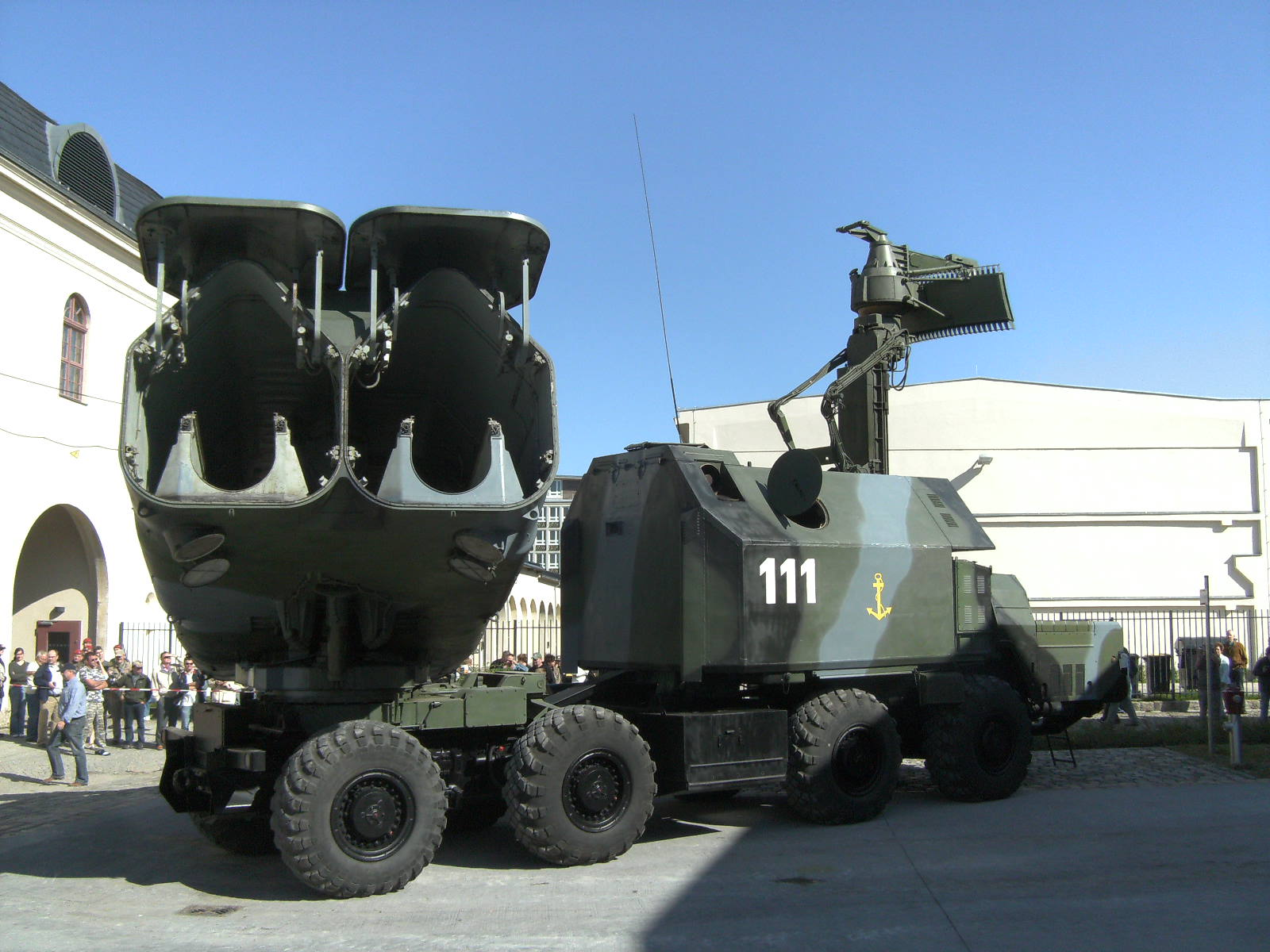
Un MAZ-543M, sans les missiles
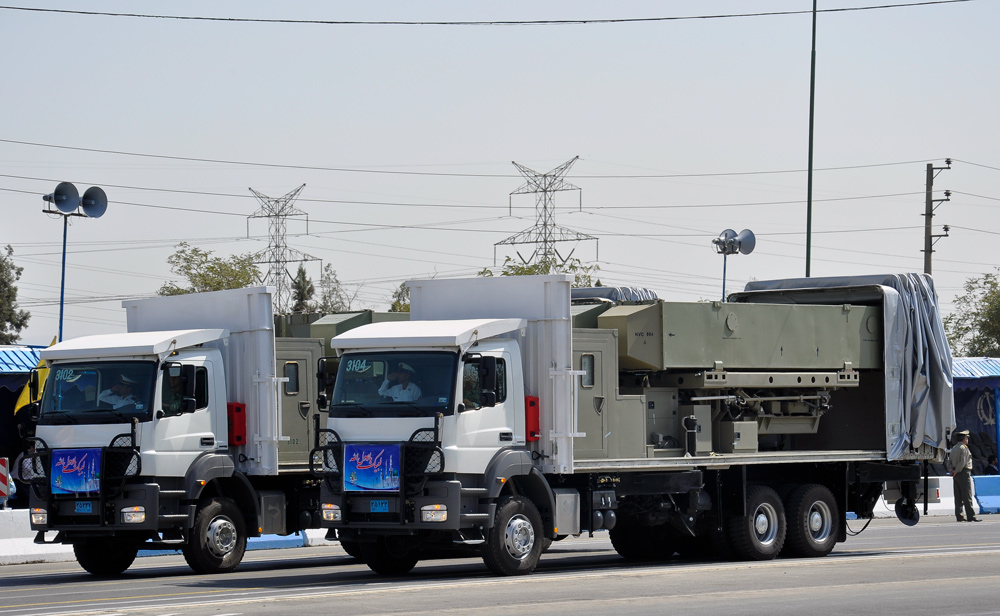
Tracteurs-érecteurs-lanceurs pour missiles Noor et Qader iraniens. Ils peuvent être camouflés en camions civils.